# セレンディパケラトプス
セレンディパケラトプス（学名 : Serendipaceratops、「セレンディピティの角の顔」の意）は、オーストラリアの前期白亜紀の地層から発見された鳥盤類恐竜の属の一つで、おそらく曲竜類とされる。模式種である S. arthurcclarkei は2003年に命名された。

## 発見と種
セレンディパケラトプスの最初に発見された骨は尺骨で、1993年にオーストラリアのヴィクトリア州の南東海岸のキルカンダ近郊で発見された。この化石は「ダイナソー・コーヴ・プロジェクト」で発見されたもので、海岸線の崖の基部から出土したものである。
2003年には、模式種であるセレンディパケラトプス・アーサーシークラーケイ(アルトゥルククラルケイ)(Serendipaceratops arthurcclarkei)がリッチ夫妻によって命名・記載された。
発見者たちは当初、この化石がオーストラリアが角竜類のものである可能性は全く考慮していなかった。なぜなら角竜類は恐竜類の新参のグループであり、オーストラリアで発見されるとは期待されていなかった為である。その代わりに、彼らはそれが獣脚類の骨だと結論づけようとしていた。しかし数ヶ月後、カナダのアルバータ州にあるロイヤル・ティレル古生物学博物館を訪問した際、同僚のデイル・ラッセルがレプトケラトプスの尺骨とその骨が著しく酷似していることを指摘した。それゆえに「セレンディピティの角の顔」を意味する属名が与えられた。
種小名はSF作家のアーサー・C・クラークへの献名である。クラークはリッチ夫婦の個人的な友人であり、2001年宇宙の旅や宇宙のランデヴーなどの著者でもあり、子供の頃に恐竜に魅せられて科学に興味を持つようになった人物である。またおそらく偶然ではあるが「セレンディップ」はクラークが移り住んだスリランカの旧名でもある。
セレンディパケラトプスはホロタイプ NMV P186385のみで知られる。ウォンタッジ層で見つかった単一の左尺骨である。地質年代はアプチアン期(1億1500万年前)とされる。

## 説明
ホロタイプの尺骨は約16cmの長さが保存されている。肘頭突起は欠損している。軸はやや扁平である。

## 分類
セレンディパケラトプスはネオケラトプス類のメンバーで、既知の中で最初期および(南米の疑わしい属で他の鳥盤類である可能性が高いノトケラトプスを除けば)南半球で唯一の角竜として元記載された。ホロタイプの尺骨に加え、角竜類に属するとされる他の要素もダイナソー・コーヴから発見されている。それはホロタイプより1億600万年ほど新しいもので、ユーメララ層群から出土した。この尺骨を調べた科学者たちは、彼らはレプトケラトプスが最も近縁なタクサであると述べている。しかし追加の研究ではこの分析は正確ではない可能性が高いとされている。
2010年にオーストラリアとニュージーランドの恐竜を包括的に調査した結果、フェデリコ・アンゴリン(Federico Angolin)らは、尺骨は他の四足歩行のゲナサウリアと比べても基盤的角竜類のそれと特に似ておらず、角竜類の共有派生形質を欠いており、実際には概してオーストラリアの曲竜類ミンミの尺骨に似ていると結論付けた。鳥盤類のどのグループに属するかは断定できず、疑問名とされた。しかしながら、2014年にリッチらは、ホロタイプの尺骨のプロポーションが角竜類の固有派生形質の範疇に収まっていることを示す統計的研究を発表した。最近では、2021年にロサディジャらが、セレンディパセラトプスの尺骨は変形しており、分類に関するリッチらの結論は無効であることを明らかにした。その代わりに、ロサディジャらは尺骨のプロポーションがしっかりしていることから、セレンディパセラトプスを曲竜類に分類した。